# Jean Goldkette
Jean Goldkette (Pátra, 1893. március 18. – Los Angeles, 1962. március 24.) amerikai dzsesszzongorista, zenekarvezető. Állítólag 1893. március 18-án született a franciaországi Valenciennes-ben, de bizonyíték van arra, hogy valójában a görögországi Pátraban. Édesanyja, Angela Goldkette, dán artista volt. Az apja ismeretlen.

## Pályafutása
Gyermekkorát Görögországban és Oroszországban töltötte, ahol a Moszkvai Konzervatóriumban − mint csodagyerek − tanult zongorázni. A család 1911-ben emigrált az Amerikai Egyesült Államokba.
Tizennyolcéves korában Chicagóban csatlakozott Edgar Benson tánczenekarához. Aztán számos dzsessz- és tánczenekart vezetett, köztük a legismertebbet Detroitban 1924-1929 között. Tizenhárom slágere szerepelt a Billboard Top 30-on. Különböző időpontokban nála muzsikált Bix Beiderbecke, Hoagy Carmichael, Jimmy Dorsey, Tommy Dorsey, Eddie Lang, Frankie Trumbauer, Joe Venuti, Pee Wee Hunt, Don Murray és még sokan mások.
Aztán kibérelt egy báltermet Detroitban. Rövidesen egész üzleti birodalma jött létre, amely húsz zenekar ügynökségeként működött. Goldkette már számos táncház tulajdonosa volt, de 1936-ban csődöt kellett jelentenie.
A következő évtizedekben újra felépítette az üzletet − zenészként, karmesterként és promóterként is.

## Diszkográfia
- 1924-1929, 1999: The Old Masters (LP)
- 1927: Jean Goldkette and His Orchestra (LP)
- 1959: Dance Hits of the 20's in Stereo
- 2002: Victor Recordings, 1924-1928
- 2003: Jean Goldkette Bands, 1924-1929